# Jim Knight
James Philip "Jim" Knight, baron Knight of Weymouth, (né le 6 mars 1965) est un homme politique du parti travailliste et coopératif britannique, qui est député du sud du Dorset de 2001 à 2010 et ministre du Sud-Ouest et ministre de l'Emploi et de la Réforme du bien-être. 
Il est nommé pair à vie en 2010 et est maintenant directeur de l'éducation et agent externe à TES Global Ltd, et professeur invité au London Knowledge Lab de l'Institute of Education de Londres. 

## Jeunesse
Il fait ses études à Eltham College, une école indépendante de Mottingham dans le sud-est de Londres, puis au Fitzwilliam College de Cambridge, où il étudie la géographie, les sciences sociales et politiques de 1984 à 1987, obtenant un BA. 
Knight est directeur du Central Studio à Basingstoke de 1988 à 1990. De 1990 à 1991, il est directeur du West Wiltshire Arts Center Ltd, puis directeur de Dentons Directories Ltd à Westbury de 1991 à 2001 .

## Carrière politique
Knight se présente pour la première fois au Parlement aux élections générales de 1997 en tant que candidat du Parti travailliste pour le sud du Dorset, mais perd de peu par 77 voix. Il est cependant élu le même jour au conseil du district de Mendip, où il siège jusqu'en 2001, devenant chef du groupe travailliste. 
Aux élections générales de 2001, il est élu député de South Dorset par 153 voix dans le seul gain travailliste sur les conservateurs cette année-là. Aux élections générales de 2005, Knight augmente sa majorité à 1 812 voix. Aux élections générales de 2010, Knight perd son siège au profit du conservateur Richard Drax par 7 443 voix.
Knight est sous-secrétaire d'État parlementaire chargé des affaires rurales, du paysage et de la biodiversité au ministère de l'environnement, de l'alimentation et des affaires rurales de 2005 à 2006 puis ministre d'État aux Écoles au ministère de l'Éducation et des Compétences. Le 28 juin 2007, lorsque Gordon Brown dissous le département, Knight rejoint le département nouvellement créé pour les enfants, les écoles et les familles, en tant que ministre des écoles et des apprenants. En octobre 2008, à la suite du remaniement, Knight devient membre du Conseil privé.
Knight est le coordinateur de la campagne à la direction du Parti travailliste d'Ed Balls en 2010.

## Après la politique
Knight est créé pair à vie le 23 juin 2010 en prenant le titre de baron Knight de Weymouth, de Weymouth dans le Dorset. 
En avril 2014, il quitte les bancs travaillistes de la Chambre des lords pour occuper un poste à temps plein de directeur général de l'Apprentissage en ligne chez Tes Global Ltd, créant un service de développement professionnel et de formation en ligne pour les enseignants. Knight est ensuite nommé directeur de la formation et directeur externe de Tes Global. 
En 2011, il est nommé président de l'organisation caritative Good Things Foundation (alors Tinder Foundation). Il démissionne de son poste de président en 2016. Cependant, il reste un mécène de l'association professionnelle Technologie, pédagogie et éducation (www.itte.org), Good Things Foundation . Il est copropriétaire de XRapid, une application qui diagnostique le paludisme et est membre du conseil d'administration d'Apps for Good. Il est également vice-président du Nominet Trust, et un membre honoraire de la National Secular Society . 